# Rossstock
Der Rossstock ist eine markante Bergspitze mit einer Höhe von 2461 m ü. M. auf der Grenze zwischen den Schweizer Kantonen Uri und Schwyz. Er bildet den südwestlichen Endpunkt der Chaiserstockkette in den Schwyzer Alpen und dominiert die rechte Seite des vorderen Schächentals.

## Lage
| \| \| |
|       |

 
 
 

Lage des Rossstocks in den Schwyzer Alpen (links)
und in den Alpen (rechts).

## Nachweis
1. 1 2  Lage & Höhe gemäss SwissTopo (Karten der Schweiz)